# ديان هال
ديان هال (بالإنجليزية: Dianne Hull)‏ هي ممثلة أمريكية، ولدت في 24 نوفمبر 1949.

## وصلات خارجية
- ديان هال على موقع IMDb (الإنجليزية)
- ديان هال على موقع ألو سيني (الفرنسية)
- ديان هال على موقع قاعدة بيانات الفيلم (الإنجليزية)